# Danube Dragons 2015
Questa voce raccoglie le informazioni riguardanti i Danube Dragons nelle competizioni ufficiali della stagione 2015.

## Maschile

### Prima squadra

#### Austrian Football League 2015

##### Stagione regolare
| Vienna 4 aprile 2015, ore 15:00 CEST 2ª giornata | Danube Dragons | 42 – 23 (0-3 21-6 14-7 7-7) referto | Tirol Raiders | Stadion Stadlau |

| Vienna 19 aprile 2015, ore 15:00 CEST 4ª giornata | Vienna Vikings | 47 – 10 (7-0 13-3 13-0 14-7) referto | Danube Dragons | Hohe Warte Stadion |

| Praga 25 aprile 2015, ore 16:00 CEST 5ª giornata | Prague Black Panthers | 35 – 34 (7-7 7-14 14-13 7-0) | Danube Dragons | Atletický stadion Slavia |

| Vienna 3 maggio 2015, ore 16:00 CEST 6ª giornata | Danube Dragons | 35 – 14 (0-0 21-0 7-7 7-7) referto | Graz Giants | Stadion Stadlau (1200 spett.) |

| Vienna 16 maggio 2015, ore 15:00 CEST 8ª giornata | Danube Dragons | 38 – 56 (7-7 17-14 7-21 7-14) referto | Prague Black Panthers | Stadion Stadlau |

| Wattens 24 maggio 2015, ore 15:15 CEST 9ª giornata | Tirol Raiders | 58 – 6 (0-0 21-0 16-0 21-6) referto | Danube Dragons | Gernot-Langes-Stadion |

| Vienna 31 maggio 2015, ore 15:00 CEST 10ª giornata | Danube Dragons | 10 – 34 (3-0 7-6 0-21 0-7) referto | Vienna Vikings | Stadion Stadlau (2500 spett.) |

| Graz 20 giugno 2015, ore 16:00 CEST 12ª giornata | Graz Giants | 27 – 26 (7-14 0-3 13-3 7-6) referto | Danube Dragons | Stadion Eggenberg |

##### Playoff
| Vienna 5 luglio 2015, ore 18:00 CEST Semifinale | Vienna Vikings | 38 – 27 (3-0 14-7 14-0 7-20) referto | Danube Dragons | Hohe Warte Stadion |

#### Statistiche di squadra
| Competizione      | %Vittorie | In casa | In casa | In casa | In casa | In casa | In casa | In trasferta | In trasferta | In trasferta | In trasferta | In trasferta | In trasferta | Totale | Totale | Totale | Totale | Totale | Totale |
| Competizione      | %Vittorie | G       | V       | N       | P       | Pf      | Ps      | G            | V            | N            | P            | Pf           | Ps           | G      | V      | N      | P      | Pf     | Ps     |
| ----------------- | --------- | ------- | ------- | ------- | ------- | ------- | ------- | ------------ | ------------ | ------------ | ------------ | ------------ | ------------ | ------ | ------ | ------ | ------ | ------ | ------ |
| Stagione regolare | .250      | 4       | 2       | 0       | 2       | 125     | 127     | 4            | 0            | 0            | 4            | 76           | 167          | 8      | 2      | 0      | 6      | 201    | 294    |
| Playoff           | .000      | 0       | 0       | 0       | 0       | 0       | 0       | 1            | 0            | 0            | 1            | 27           | 38           | 1      | 0      | 0      | 1      | 27     | 38     |
| Totale            | .222      | 4       | 2       | 0       | 2       | 125     | 127     | 5            | 0            | 0            | 5            | 103          | 205          | 9      | 2      | 0      | 7      | 228    | 332    |

### Seconda squadra

#### AFL - Division III 2015

##### Stagione regolare
| 28 marzo 2015 1ª giornata | Vienna Knights | 27 – 17 (7-0 0-3 13-7 7-7) | Danube Dragons 2 |  |

| 5 aprile 2015 2ª giornata | Danube Dragons 2 | 64 – 12 (23-0 14-12 13-0 14-0) | AFC Rangers Mödling 2 |  |

| 18 aprile 2015 3ª giornata | Danube Dragons 2 | 20 – 24 (7-2 3-14 10-0 0-8) | Vienna Knights |  |

| 26 aprile 2015 4ª giornata | AFC Rangers Mödling 2 | 7 – 55 (7-21 0-21 0-7 0-6) | Danube Dragons 2 |  |

| 9 maggio 2015 5ª giornata | Weinviertel Spartans | 20 – 28 (6-14 6-7 0-0 8-7) | Danube Dragons 2 |  |

| 24 maggio 2015 6ª giornata | Danube Dragons 2 | 10 – 15 (0-0 10-7 0-0 0-8) | Weinviertel Spartans |  |

##### Playoff
| 7 giugno 2015 Semifinale | Carinthian Lions | 27 – 30 (d.t.s.) (7-7 3-3 0-7 14-7 3-6) | Danube Dragons 2 |  |

| 21 giugno 2015 Challenge Bowl | Danube Dragons 2 | 14 – 56 (14-14 0-14 0-21 0-7) | Vienna Knights |  |

#### Statistiche di squadra
| Competizione      | %Vittorie | In casa | In casa | In casa | In casa | In casa | In casa | In trasferta | In trasferta | In trasferta | In trasferta | In trasferta | In trasferta | Totale | Totale | Totale | Totale | Totale | Totale |
| Competizione      | %Vittorie | G       | V       | N       | P       | Pf      | Ps      | G            | V            | N            | P            | Pf           | Ps           | G      | V      | N      | P      | Pf     | Ps     |
| ----------------- | --------- | ------- | ------- | ------- | ------- | ------- | ------- | ------------ | ------------ | ------------ | ------------ | ------------ | ------------ | ------ | ------ | ------ | ------ | ------ | ------ |
| Stagione regolare | .500      | 3       | 1       | 0       | 2       | 94      | 51      | 3            | 2            | 0            | 1            | 100          | 54           | 6      | 3      | 0      | 3      | 194    | 105    |
| Playoff           | .500      | 1       | 0       | 0       | 1       | 14      | 56      | 1            | 1            | 0            | 0            | 30           | 27           | 2      | 1      | 0      | 1      | 44     | 83     |
| Totale            | .500      | 4       | 1       | 0       | 3       | 108     | 107     | 4            | 3            | 0            | 1            | 130          | 81           | 8      | 4      | 0      | 4      | 238    | 188    |

## Femminile

### AFL - Division Ladies 2015

#### Stagione regolare
| 4 ottobre 2015 4ª giornata | Danube Dragons Ladies | 49 – 0 | Budapest Wolves Ladies |  |

| 10 ottobre 2015 5ª giornata | Schwaz Hammers Ladies | 0 – 50 | Danube Dragons Ladies |  |

| 18 ottobre 2015 6ª giornata | Vienna Vikings Ladies | 50 – 0 | Danube Dragons Ladies |  |

| 25 ottobre 2015 7ª giornata | Danube Dragons Ladies | 55 – 0 (26-0 22-0 0-0 7-0) | Graz Giants Ladies |  |

#### Playoff
| 1º novembre 2015 Ladies Bowl | Vienna Vikings Ladies | 26 – 14 | Danube Dragons Ladies |  |

### Statistiche di squadra
| Competizione      | %Vittorie | In casa | In casa | In casa | In casa | In casa | In casa | In trasferta | In trasferta | In trasferta | In trasferta | In trasferta | In trasferta | Totale | Totale | Totale | Totale | Totale | Totale |
| Competizione      | %Vittorie | G       | V       | N       | P       | Pf      | Ps      | G            | V            | N            | P            | Pf           | Ps           | G      | V      | N      | P      | Pf     | Ps     |
| ----------------- | --------- | ------- | ------- | ------- | ------- | ------- | ------- | ------------ | ------------ | ------------ | ------------ | ------------ | ------------ | ------ | ------ | ------ | ------ | ------ | ------ |
| Stagione regolare | .750      | 2       | 2       | 0       | 0       | 104     | 0       | 2            | 1            | 0            | 1            | 50           | 50           | 4      | 3      | 0      | 1      | 154    | 50     |
| Playoff           | .000      | 0       | 0       | 0       | 0       | 0       | 0       | 1            | 0            | 0            | 1            | 14           | 26           | 1      | 0      | 0      | 1      | 14     | 26     |
| Totale            | .600      | 2       | 2       | 0       | 0       | 104     | 0       | 3            | 1            | 0            | 2            | 64           | 76           | 5      | 3      | 0      | 2      | 168    | 76     |